# Nimiokoala
Nimiokoala ist eine Koalagattung des späten Oligozäns bis frühen Miozäns.

## Merkmale
Nimiokoala war eine Koalagattung, erreichte aber deutlich kleinere Maße als andere Vertreter dieser Beutlerfamilie und wurde nur etwa halb so groß wie heutige Koalas, die Kopf-Rumpf-Länge wird auf 25 bis 30 cm berechnet. Bekannt ist sie jedoch nur durch einen teilweise erhaltenen Schädel, weitere Schädelfragmenten und einige Zähne. Der Schädel, der etwa 8 cm lang wurde, war flach und besaß einen markant ausgeprägten Scheitelkamm. Das Rostrum war weniger stark ausgedehnt als beim heutigen Koala. Funde von Unterkiefern sind nur wenige erhalten, diese zeigen aber, dass keine geschlossene Symphyse vorhanden war, was ein eher urtümliches Merkmal ist. Die Schneidezähne waren kurz und spitz, ebenso der Eckzahn, der eine nagelförmige Gestalt aufwies. Bemerkenswert erscheinen allerdings die Molaren, von denen Nimiokoala wie die meisten Beutelsäuger vier je Kieferast besaß, welche weniger gerundet und deutlicher hochkronig als bei anderen Koalagattungen waren und auf der Kauoberfläche durch mehrere Zahnschmelzbuckel eine fein gerippelte Struktur besaßen, so dass sie die bereits bekannten Merkmale der Koalas deutlich überentwickelt waren.

## Paläobiologie
Heutige Koalas sind durch ihre Spezialisierung auf Eukalyptus und eine Kauweise auf nur einer Seite des Gebisses charakterisiert mit starken Seitenbewegungen des Unterkiefers, was als Anpassung an die harte Pflanzennahrung gewertet wird. Die nicht geschlossene Symphyse des Unterkiefers und der anders geformte vordere Schädel, vor allem im Gaumenbereich zeigen, dass Nimiokoala noch nicht über einen so kräftigen Biss verfügte wie heutige Koalas und außerdem beide Kieferzahnreihen genutzt hat, wobei die Nahrung eher zerquetscht wurde und kaum seitliche Kaubewegungen stattfanden. Das zeigen auch die Backenzähne, die keine horizontalen Schleifspuren besitzen. Das Klima in jener Zeit war wesentlich feuchter und Australien von dichten Wäldern bedeckt. Die anatomischen Merkmale sprechen dafür, dass die frühen Koalas in diesem Biotop eher weiche Pflanzen bevorzugten und keine extremen Spezialisten waren. Erst die Austrocknung des Kontinentes führte zur Anpassung auf Eukalyptus, was Experten mit der Ausbildung der Gattung Phascolarctos in Verbindung bringen.
Weiterhin zeigt sich am Schläfenbein ein deutlich erweitertes Mittelohr, das Nimiokoala erlaubte, Töne im niederen Frequenzbereich wahrzunehmen. Niederfrequente Laute durchdringen dichte Vegetationsdecken, während hohe Frequenzen reflektiert werden und so eine Richtungsortung kaum möglich macht. Dies lässt aber auch darauf schließen, dass frühe Koalavertreter über ein ähnlich hohes Lautvermögen verfügten, um sich im dichten tropischen Regenwald zu verständigen, offensichtlich ein altes Merkmal dieser Gruppe, welches sich sehr früh entwickelte. Moderne Koalas haben ein noch größeres Mittelohr, was mit dem Rückgang der Vegetation zusammenhängen kann, da Infraschall in offenen Landschaften sich über weite Strecken ausbreitet und dies wohl notwendig war, um rechtzeitig Beutegreifer während der Wanderschaft zu den einzelnen Nahrungsquellen zu entdecken.

## Systematik
Es sind zwei Arten bekannt. Nimiokoala greystanesi Black & Archer, 1997 (Holotyp Exemplarnummer QMF 30382), stellt die Typusart dar und lebte im frühen und mittleren Miozän. Sie ist anhand mehrerer Teilschädel und Unterkieferfragmente bekannt, die unter anderem in Lokalfauna der Fundstelle Neville’s-Garden, System B nahe Riversleigh (Queensland) gefunden wurden. Ein weiteres Unterkieferfragment aus der South-Prospect-B-Lokalfauna nahe Lake Namba in South Australia ist eine noch nicht benannte Art (Nimiokoala sp. Black & Archer, 1997; Exemplarnummer SAMP 19952) und datiert ins späte Oligozän bis mittlere Miozän. Die nächst verwandte Gattungen sind Litokoala und der heutige Koala, die die Schwestergruppe von Nimiokoala darstellen. Möglicherweise entwickelte er sich aus  Perikoala.
Der Gattungsname leitet sich vom lateinischen Wort nimius her und bedeutet „übermäßig“, „exzessiv“, während „koala“ auf die nahe Verwandtschaft mit den heute lebenden Koalas verweist. Insgesamt verweist der Name Nimiokoala auf die deutlich komplexere Zahnmorphologie als bei anderen Koala-Verwandten.